# گرینویچ، نیوجرسی
گرینویچ (به انگلیسی: Greenwich Township) شهری در ایالت نیوجرسی کشور ایالات متحده آمریکا است که جمعیت آن در سرشماری سال ۲۰۱۰ میلادی، ۵٬۷۱۲ نفر بوده‌است.